# Paedagogus
Een paedagogus (meervoud: paedagogi) was een slaaf of vrije burger die zoons van Romeinse burgers les gaf.
In de begin van de Romeinse Republiek waren er nog geen scholen, dus leerden Romeinse jongens lezen en schrijven van hun ouders of een geleerde paedagogus. Vaak was de paedagogus van Griekse afkomst, en leerde hen ook over de Griekse taal.
De paedagogus had zowel een morele als intellectuele taak. Hij was verantwoordelijk voor de begeleiding en bescherming op weg naar school en moest de jongens onderwijzen over onder andere hun taalgebruik.
Een inscriptie van de tweede eeuw, dat opgedragen is aan de Romeinse keizer Caracalla, geeft een lijst van 24 paedagogi. In sommige gevallen zijn de titels van de paedagogus gelinkt aan elite families. 